# Alpsray

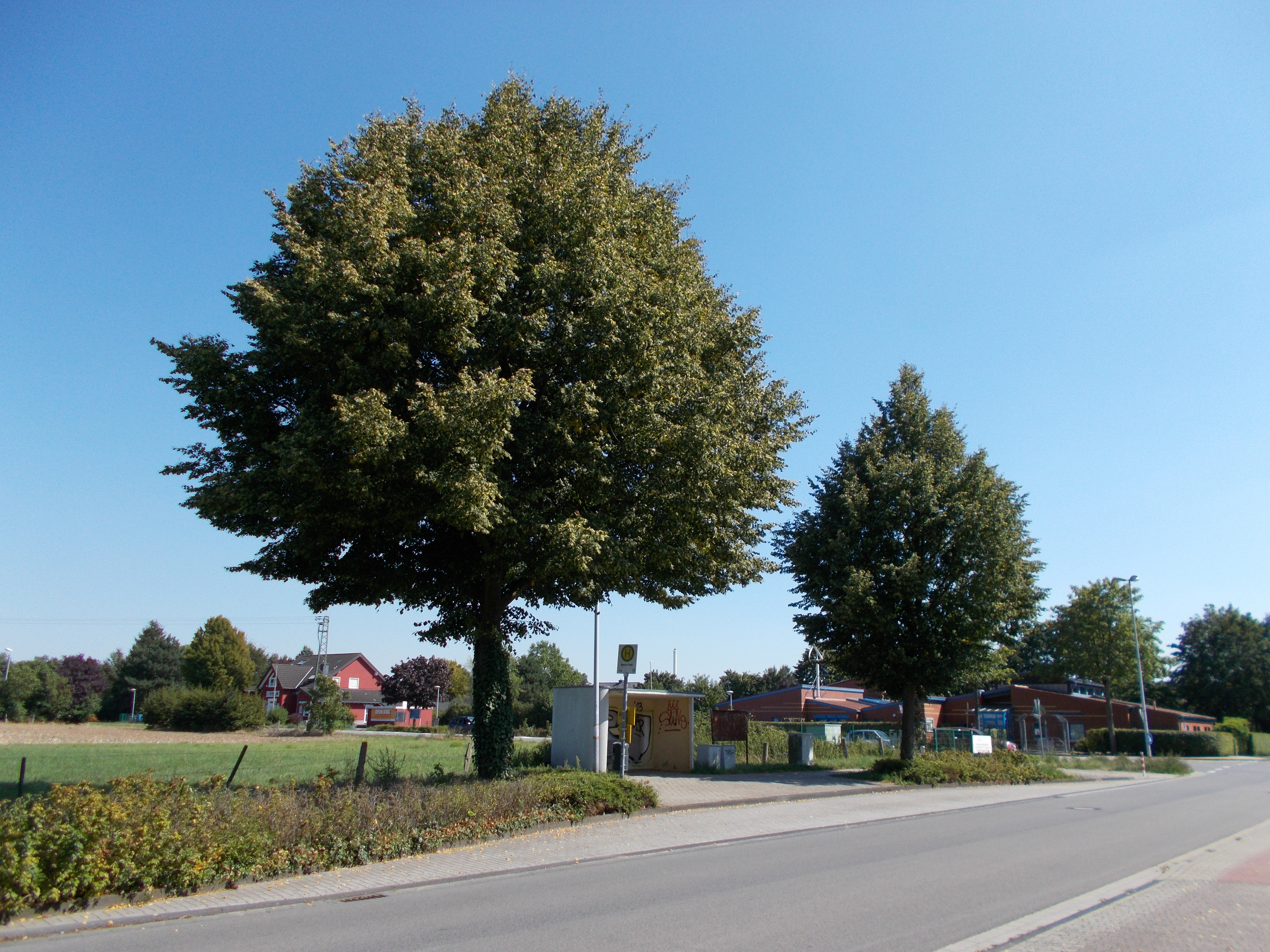
Alpsray

Alpsray ist ein Ortsteil (amtlich Wohnplatz) innerhalb des Stadtbezirks Rheinberg der Stadt Rheinberg im Kreis Wesel in Nordrhein-Westfalen. Bis 1934 war Alpsray eine eigenständige Gemeinde im damaligen Kreis Moers.

## Geographie
Alpsray wurde urkundlich erstmals im 13. Jahrhundert erwähnt. Der Ortsname bezieht sich auf eine vom Nachbarort Alpen ausgegangene oder zu Alpen gehörige Rodung ("-ray"). Alpsray liegt etwa zwei Kilometer westlich der Rheinberger Kernstadt. Die ehemalige Gemeinde Alpsray besaß eine Fläche von 2,04 km².

## Geschichte

Lage der Gemarkung Alpsray in Rheinberg

Alpsray bildete seit dem 19. Jahrhundert eine Landgemeinde in der Bürgermeisterei Alpen. Diese gehörte bis 1857 zum Kreis Geldern und seit 1857 zum Kreis Moers. Am 1. Juli 1934 wurde Alpsray in die Stadt Rheinberg eingegliedert.

## Einwohnerentwicklung
| Jahr | Einwohner | Quelle |
| ---- | --------- | ------ |
| 1832 | 135       | [ 6 ]  |
| 1864 | 226       | [ 7 ]  |
| 1871 | 218       | [ 8 ]  |
| 1885 | 195       | [ 9 ]  |
| 1910 | 183       | [ 10 ] |
| 1925 | 208       | [ 4 ]  |

## Baudenkmäler
Das Heiligenhäuschen Johannes-Laers-Straße 72 steht unter Denkmalschutz.

## Kultur
Ein Träger des lokalen Brauchtums ist die St. Johannes von Nepomuk Schützenbruderschaft Alpsray.